# Thomas Hine & Co
Thomas Hine&Co (укр. Томас Гайн і компанія) — провідний виробник коньяків «HINE». Розташовується на березі річки Шаранта у місті Жарнак, яке лежить на межі трьох коньячних районів за походженням: Grande Champagne (укр. Ґранд Шампань), Petite Champagne (укр. Петіт Шампань) та Fins Bois (укр. Фін Буа). Коньячний дім Thomas Hine входить до десятки кращих коньячних домів Франції і з 1962 року єдиний із виробників коньяків удостоєний честі бути офіційним постачальником її величності королеви Великої Британії Єлизавети II.

## Коротка історія

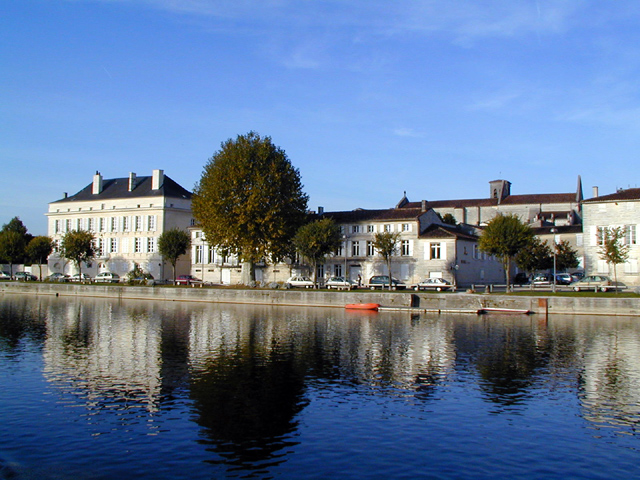
Дім Thomas Hine & Co у Жарнаку

У 1763 році у місті Жарнак було засноване підприємство з виробництва коньяку Ranson et Delamain (укр. Ренсон і Деламе) — один із найстаріших коньячних домів Франції, який став попередником сучасних компаній Thomas Hine&Co та Delamain&Co.
У розпалі Французької революції до Жарнака у пошуках щастя прибуває виходець із англійського Дорсета Томас Гайн, якого, як іноземця, одразу ж запідозрили у шпигунств і арештували. Однак, щастя все ж посміхається 16-річному юнакові, якого звільняють, і який у 1791 (за різними джерелами орієнтовно у 1792) стає працівником Ranson&Delamain. У 1797 Томас одружується із донькою власника дому Франсуазою Елізабет Деламе, та стає партнером свого тестя.
Після смерті тестя він очолює компанію та у 1817 перейменовує її на Thomas Hine&Co. У 1824 онук Джеймса Деламе, Анн-Філіп Анрі Деламе, прагнучи продовжити родинну справу дому Деламе, створює компанію Paul Roullet et Anne-Philippe Henry Delamain (з 1920 — сучасна Delamain&Co) з виробництва найвисокоякісніших коньяків, «Delamain COGNAC», витримка яких не менше 25 років.
У 1850 була започаткована традиція виробництва та закладено колекцію мілезимних коньяків HINE.
Ісаак Джордж Гайн зареєстрував логотип компанії в 1867 році, у якому є зображення оленя, що вільно відпочиває на французькій землі, звернувши голову до Туманного Альбіону.

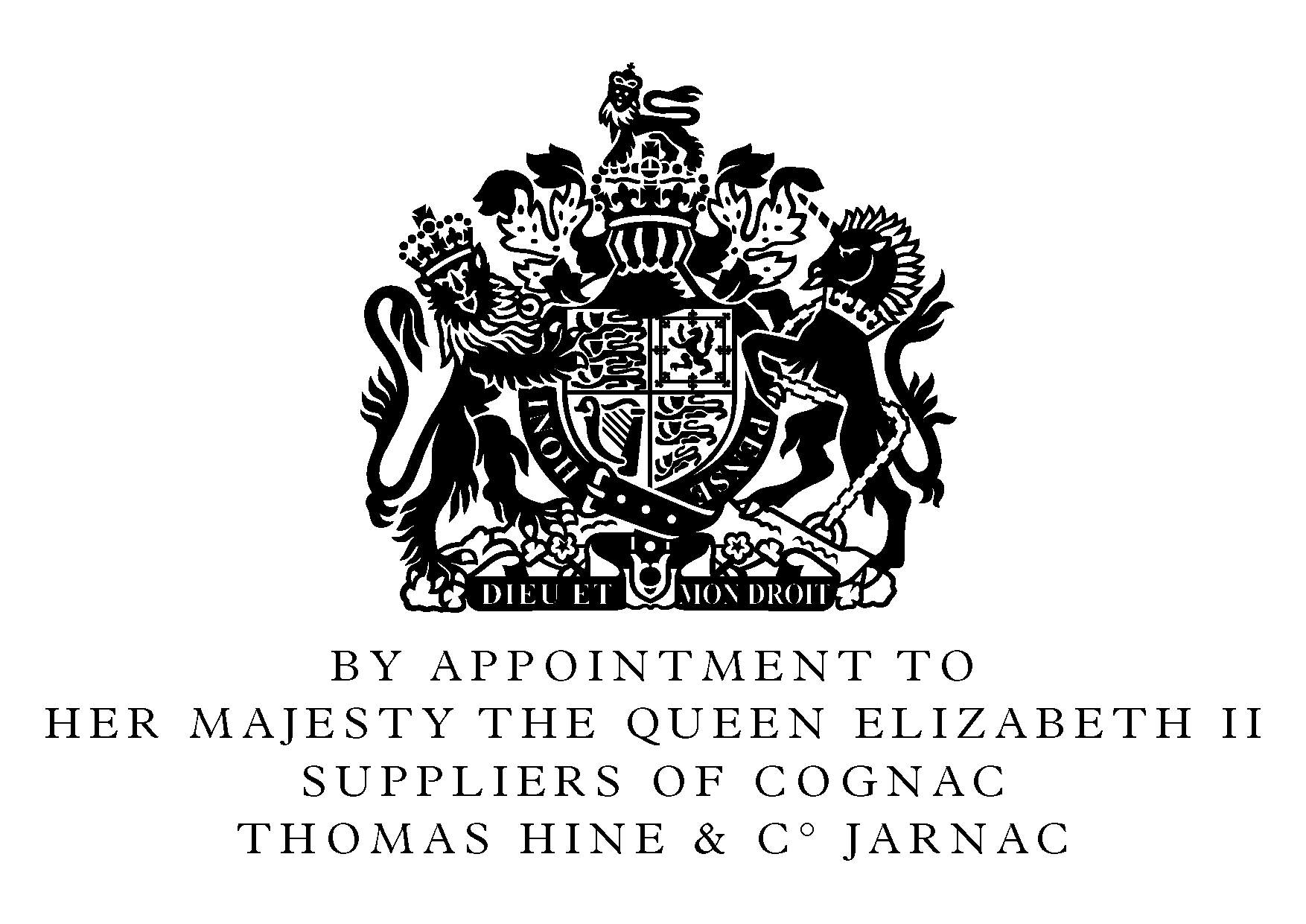
Штандарт про призначення її величністю королевою Єлизаветою-II компанії «Thomas Hine&Co» з Жарнаку бути постачальником коньяку

У 1962 компанія була удостоєна честі стати офіційним постачальником її величності королеви Великої Британії Єлизавети II та від того часу кожні 5 років підтримує звання поставника кращих колекцій для монаршого двору. Такий високий статус надає компанії право застосовувати королівський штандарт у рекламі, офіційних документах компанії та у маркуванні продукції.
У 2003 році компанія стала власністю фінансової групи CL, групи Angostura, розташованої в Тринідаді і Тобаго. Цього ж року на посаду генерального директора компанії був призначений Франсуа Ле Ґрель. Він став десятим керівником компанії від моменту правління Томаса Гайна, і змінив Бернара Гайна.
Завод з виробництва коньяків у 1988 був куплений корпорацією Nicolas, що володіє мережею французьких виробників та магазинів, які спеціалізуються на виробництві і торгівлі лікеро-горілчаними виробами і винами та, яка в свою чергу, входять до групи Castel.

## Продукція

### Особливості виробництва
Для виробництва коньяків HINE застосовують виключно кращі виноградні культури районів Grande Champagne (укр. Ґранд Шампань) та Petite Champagne (укр. Петіт Шампань). Коньяки, які отримують змішуванням Ґранд Шампань та Петіт Шампань, маркують як «Fine Champagne». У дуже рідкісних випадках можуть застосовуватися у обмежених кількостях і виноградні культури району Fins Bois (укр. Фін Буа) для створення специфічних і неповторних смакових і ароматних властивостей, як це має місце у випадку із коньяками бренду Cigar Reserve (укр. Сигарний резерв). Частину врожаю винограду Уньї Блан компанія збирає на власних виноградниках, розташованих на 70 гектарах у муніципалітеті Бонней, а більшу частину закуповує, скрупульозно відбираючи найкращі партії врожаю. У позначеннях коньяків, виготовлених виключно із винограду власного врожаю, у позначеннях застосовують назву цього населеного пункту: «Bonneuil».
Після ферментації проводиться подвійна дистиляція. Спирт після дистиляції вже має характерно виражені смак та аромати, які, зазвичай, залежать не тільки від винограду, а і від особливостей року, у який він зростав та дозрівав, від обраних термінів збирання врожаю і тривалості цього процесу, від технологій ферментування та дистиляції, а також, від майстерності і секретів виробника.
Після дистиляції спирт розливають у нові бочки, виготовлені із дуба з лісу фр. Forêt de Tronçais, попередньо штучно знизивши його міцність приблизно до 60 %об, щоб процес насичення напою танінами у бочках проходив не так швидко, і витримують у них лише декілька місяців для запобігання перенасиченню дубильними речовинами. Після цього молодий коньяк переливають у старі бочки для більш тривалого витримування і дозрівання. Для цього застосовують великі чи дуже великі бочки для того, щоб напій з різних бочок міг гарно перемішатися і стабілізувати свій склад, смакові і ароматичні властивості («познайомитися» між собою і «вступити у шлюб»), у яких його витримують до року. На даному етапі визначається подальша доля коньяку. Напої, отримані у вдалі роки, доводяться до потрібної міцності для створення резерву і поступового його старіння, чи для підготовки до подальшого «дозрівання» з метою доведення до товарного стану і продажу. Це можуть як бути купажі, які доводять до яскраво вираженого і пізнаваного споживачами смаку та аромату улюблених сортів, насичених ароматом банану чи свіжої груші, або ж гвоздики і фіалок, так і вінтажні чи мілезимні «індивідуали-однолітки», які є неповторними і не мають жодних аналогів, та є своєрідними відкриттями для того, хто їх куштує.
Технології витримування і дозрівання деяких сортів коньяків HINE мають таку особливість. Засновники і працівники компаній Thomas Hine&Co і Delamain&Co традиційно мали тісні зв'язки із Великою Британією і започаткували у свій час традицію, окрім готової продукції завозити і молоді коньяки, які закладалися на зберігання і витримування у винних підвалах в Бристолі, а пізніше, і у Лондоні. Відмінності в умовах зберігання і визрівання (вологість повітря і температурний режим) коньяку з урожаю одного і того ж року приводили до суттєвих відмінностей їх смакових і ароматичних властивостей. Наразі така традиція також підтримується як для вінтажних чи мілезимних, так і для ексклюзивних колекцій. Коньяки, які витримують на берегах туманного Альбіону, позначаються як «Early Landed», у той час, як решта коньяків, які «постаріли вдома» у Жарнаку, позначаються як «Jarnac». Попри те, що коньяк, виготовлений із одного урожаю, за однією і тією технологією, який формувався у одній і тій же діжці, і потім був розділений на дві частини, які старіли: одна у Жарнаку, а інша — у Лондоні, їх смак і аромат суттєво відрізняються. У цьому легко переконатися, порівнявши описи вінтажних коньяків «Early Landed» та «Jarnac», наприклад, 1975 року, хоча краще переконатися у цьому, скуштувавши обидві версії. Вважається, що коньяк, який витримували у Великій Британії, є більш витонченим. Зазвичай, такі коньяки можуть мати і дещо більшу ціну.
Відповідно до законодавства, коньяком не може називатися продукція, яка, хоча і була виготовлена із виноградів, вирощених у коньячних регіонах Франції, дистильована там же, але, яка «постаріла» за межами цих регіонів. Однак, враховуючи історичні традиції компанії Thomas Hine & Co, для колекцій «Early Landed» зроблено виключення. Наразі компанія співпрацює із традиційними виробниками шотландських віскі і планує проводити процеси визрівання частини своєї продукції саме у кращих підвалах Айлея, навіть і у «не французьких» діжках.

### Асортимент
Колекції коньяків HINE можна умовно поділити на три основні групи:
1. Купажі, до яких входять декілька партій коньячних спиртів різних років як одного сорту чи виноградної культури, так і коньячні спирти різних виноградних культур. Таким чином майстри створюють конкретні бренди, якими славиться компанія.
2. Вінтажні чи мілезимні, до яких входить коньячний спирт урожаю одного року, практично без домішок. Зазвичай, рік урожаю зазначають на етикетці. Вінтажні коньяки витримують не менше 25 років.
3. Сингулярні, які виробляються у дуже обмежених кількостях, причому, обмежуються як кількість бочок, так і кількість пляшок (зазвичай 450), кожна з яких має власний номер. Для виготовлення застосовують виключно Grande Champagne одного року зі винограду, вирощеного на власних виноградниках поблизу села Бонней. Позначаються як BONNEUIL із зазначенням на етикетці року врожаю та Grande Champagne Controlled.

#### Сучасні бренди
До основних сучасних брендів компанії відносяться:
- H by Hine — порівняно молодий коньяк із термінами витримування не менше 4 років, який отриманий змішуванням 15 коньячних спиртів Petite Champagne та Grande Champagne. Основні аромати — ірис, свіжий абрикос, акація, білий перець. Позначення «Fine Champagne Contrôlée VSOP»
- RARE (укр. Рідкість) — коньяк «середнього віку» із термінами витримування 4-10 років, який отриманий змішуванням 20-25 коньячних спиртів Petite Champagne та Grande Champagne. Основні аромати — підсмажений нектарин, стиглий абрикос, соковита диня. Позначення «Fine Champagne Contrôlée VSOP»
- HOMAGE (укр. Поважність) — коньяк із термінами витримування не менше 10 років, який отриманий змішуванням не менше 20 коньячних спиртів виключно Grande Champagne. Особливістю є те, що для змішування застосовуються не менше 4 коньячних спиртів, витриманих у Великій Британії. Основні аромати — аромати груші та сушених апельсинових дольок від спиртів із Жарнаку змішуються із ароматами зацукрованих цитрусових, меду і свіжого фундука від спиртів, які визрівали у підвалах туманного Альбіону. Позначення «Grande Champagne Contrôlée XO».
- ANTIQUE (укр. Античність) — достатньо зрілий коньяк із термінами витримування 20-25 років, який отриманий змішуванням не менше 40 коньячних спиртів виключно Grande Champagne. Основні аромати — старий дуб у процесі довгого зберігання у поєднанні із ароматами фруктів народжують аромати лісового горіха, стиглої айви, тістечка та тютюну. Найкращі закуски — зрілий сир Мімолет чи Чеддер, які відтіняють смакові якості, якщо ж подається на десерт — смажений ананас чи апельсиновий шоколад, які продовжують після-смакові якості. Позначення «Grande Champagne Contrôlée XO»
- TRIOMPHE (укр. Тріумф) — коньяк, отриманий змішуванням не менше 50 витриманих і дозрілих коньячних спиртів виключно Grande Champagne. Особливістю є тривале і поступове розкриття після-смакових та ароматичних якостей, які змінюються подібно до хвиль, починаючи від аромату білого кедру, який плавно змінюється ароматом і ванільним присмаком. Потім наступає черга присмаку шоколаду, який у свою чергу перетікає у відчуття карамелізованих яблук і слив, залишаючись у роті нескінченно довго. Позначення «Grande Champagne Contrôlée».
- CIGAR RESERVE (укр. Сигарний резерв) — коньяк із термінами витримування не менше 15 років, який отриманий змішуванням не менше 25 коньячних спиртів Grande Champagne, Petite Champagne та Fins Bois. Коньяк створений Бернаром Гайном і Ніколасом Фріменом. Особливістю є те, що результатом змішування є найбільш оптимальне поєднання традиційних фруктових ароматів HINE та аромату тютюну і найкраще підходить для поціновувачів проводити час, поєднуючи коньяк із якісними сигарами. Позначення «Cognac Contrôlée XO».
- HINE 250 (укр. Гайн 250) — мілезимний коньяк, виготовлений у обмеженій кількості, та розлитий у 250 спеціально для нього виготовлених пляшок із кришталю Баккара (фр. Cristal de baccarat). Для цього коньяку застосовано коньячний спирт, отриманий Франсуа і Робертом Гайнами із урожаю 1953, який фахівці вважали невдалим для високоякісної продукції. Підготовлений для дозрівання у одній бочці і закладений у родинний резерв, напій витримувався більше 60 років. Блискітки кришталю приваблюють погляд, гладенькі грані кришталю пестять руку, терпкий аромат персиків, що змішується із лісовим горіхом, викликає бажання скуштувати, смакові якості викликають асоціації із помаранчами, тануть в роті і змінюються невловимим відчуттям свіжої шкіри кардамону, залишаючись у роті нескінченно довго, плавно затихаючи. Позначення «Cognac Grande Champagne Contrôlée».
- MARIAGE (укр. Мар'яж) — суміш із не менше 10 коньячних спиртів, виготовлених виключно з виноградних культур Grande Champagne різних років, починаючи від 1921, по 1959, відібраних з резервів Парадиз дому Гайн (фр. House of Hine‘s Réserve du Paradis). Назва Мар'яж символізує вдале поєднання різних якостей і різних характерів коньячних спиртів від різних років, їх взаємодію і народження нових ароматів, нових якостей, нових смаків, що, зазвичай, і буває у вдалих тривалих шлюбах. Аромати фундуків, підсмаженого мигдалю та цукатів стають чистим оксамитом, підсиленим ніжними деревними тонами, які грають і змінюються в роті достатньо довго. Коньяк розлитий у карафи із кришталю Баккара. Напій найкраще підходить для святкування шлюбних ювілеїв. Позначення «Grande Champagne Contrôlée».
- TALENT (укр. Талант) — коньяк, отриманий змішуванням 50 повністю зрілих виняткових коньячних спиртів виключно Grande Champagne, окремі з яких були виготовлені ще наприкінці 19-го століття. Коньяк створений на честь святкування приїзду до Жарнака талановитого юнака з Дорсета, продовжувача справи Деламенів і засновника дому Томаса Гайна, розлитий у декоровані карафи із кришталю Баккара, спроектовані Бернаром Гайном. Кожна карафа вкладена у г'юмідор, виготовлений із цінних порід дерева — чорного індонезійського та червоного гондураського дерева. Особливістю є розкішний і пряний із східними тонами аромат, пронизаний ароматами зацукрованих фініків, мускусних гвоздик і сушеного інжиру. Смаковий дотик солодощів, наданий акцентами пряників і смородини, забезпечує незабутній фінал. Позначення «Grande Champagne Contrôlée».

#### Bonneuil
Серія мілезимних коньяків Bonneuil, які відносяться до сингулярних, на ринку представлена трьома роками — «BONNEUIL 2005», «BONNEUIL 2006» та «BONNEUIL 2008». Усі коньяки виготовлені у дуже обмежених кількостях виключно із відбірного винограду Уньї Блан, вирощеного на власних плантаціях компанії у муніципалітеті Бонней, району Grande Champagne. Коньяки з винограду цієї місцевості мають яскраво виражені квіткові, медові та фруктові аромати. До напою чудово пасують морепродукти, такі як, сірі креветки та устриці. Пити можна як охолоджений, так і підігрітий теплом долоні. Охолоджений напій повільніше відкриває свої смакові та ароматичні властивості.
- Колекція 2005 року із 18 бочок була розлита у 450 пронумерованих пляшок у вересні 2014 (витримка 9 років). Колір ковпачка на корку темно-фіолетовий.[20]
- Колекція 2006 року із 19 бочок була розлита у 450 пронумерованих пляшок у 2015 (витримка 9 років). Колір ковпачка на корку жовтий.[21]
- Колекція 2008 року із 16 бочок була розлита у 450 пронумерованих пляшок 19 липня 2018 (витримка 10 років). Колір ковпачка на корку червоний.[22]

#### Вінтажні коньяки
Окрім відомих брендів компанія постачає на ринок і мілезимні колекції. Коньяк кожної із них створений із коньячних спиртів, які були виготовлені з урожаю одного року, виключно із виноградної культури Grande Champagne, та має терміни дозрівання не менше 20 років. Смакові та ароматичні властивості кожної з колекцій є своєрідним «знімком» чи образом кожного з років, є неповторними і можуть мати суттєві відмінності навіть і для колекцій «сусідніх» років.
Відповідно до традицій компанії, мілезимні коньяки можуть проходити процес витримування та дозрівання як у льохах Жарнаку, так і Великої Британії. І завжди, їх ароматичні і смакові якості суттєво відрізняються. Перші мають у найменуванні JARNAC (чи таке позначення може бути відсутнім), другі — EARLY LANDED. Кожна колекція має найменування не етикетці: Grande Champagne та рік урожаю.
Після придбання компанії корпорація SA Nicolas розпочала виробництво вінтажних коньяків, які створюють змішуванням старих (не менше 25 років) мілезимних зрілих коньяків HINE із власних резервів корпорації «Réserve Exlusive de La Maison Nicolas». При цьому, для купажів можуть застосовуватися вінтажні коньяки, отримані із виноградних культур Grande Champagne, Petite Champagne та Fins Bois. Зазвичай, у найменуваннях присутні: «Cognac», «Cognac Fine Champagne», «Vieille Fine Champagne Cognac» тощо та позначення «Cognac Contrôlée».

#### Ексклюзивні та історичні бренди
Для любителів і поціновувачів витончених колекцій коньяків HINE є можливість долучитися до ексклюзивних і історичних брендів. Компанія Thomas Hine & Co виробляла і виробляє дуже обмежені ексклюзивні колекції. Наразі більшість із них можна придбати лише на аукціонах чи із приватних колекцій.
- Family Reserve (укр. Сімейний резерв) — особлива і витончена суміш з витриманих щонайменше 50 років коньячних бренді з винограду, зібраного в Grande Champagne, які досягли свого піку, і яку компанія виробляє щороку у суворо обмежених кількостях. Сімейний резерв вперше був створений в 1936 році Франсуа Гайном на замовлення одного з клієнтів компанії.[27] На етикетці пляшки зображені 6 поколінь членів сім'ї Гайнів. На спеціально спроектованій для цієї колекції коробці нанесені їх імена.[28]
- Hine Signature (укр. Підпис Гайна) — розлив у 1980-х роках, виготовлений з винограду, вирощеного в Petite Champagne. Дивно, що на етикетці кожної пляшки дійсно є підпис Томаса Гайна.[29]
- HINE Napoleon (укр. Наполеон) — виготовлявся у 80-х — 90-х роках. Найменування EXTRA VIEILLE FINE COGNAC, позначення Cognac Contrôlée.[30][31][32] На аукціонах можна придбати Наполеон у графині, виготовленому у формі тріумфальної арки з білої глазурованої порцеляни із позолотою по краях.[33]
- Hine Grande (укр. Великий Гайн) — розлив у 1980-х роках. Витримка не менше 9 років. Позначення Fine Cognac.[34]
- 60 Ans (укр. 60 років) — розлив у 1960-х роках. Позначення Hine Vieille Fine Champagne.[35]

Старі та дуже старі вінтажні коньяки HINE можна придбати на різних аукціонах, таких як Сотбі, Крістіз, Bonhams тощо, чи з приватних колекцій.
Історію коньяків HINE можна досліджувати за колекціями коньяків, пляшок та етикеток.

## Коньяки HINE в Україні
В Україні коньяки HINE найбільш повно представлені торговельними мережами та магазинами:
- «WineUA».[3]
- «Winestyle».[39]
- «GoodWine».[40]
- «InVino».[41]
- «Gastro&wine market WINETIME».[42]
- «Wine&Food».[43]
- «OKwine».[44]

## Цікаво знати
На прийомі, який відбувся 29 квітня 2011 року після весілля герцога Кембриджського принца Вільяма і герцогині Кембриджської Кетрін, гостям подавали коньяк HINE.